# Christophe Legoût
Christophe Legoût (ur. 6 sierpnia 1973 w Montbéliard) – francuski tenisista stołowy, wicemistrz świata (drużynowo), medalista mistrzostw Europy.